# Hojang Taret
Hojang Taret è un'opera teatrale classica in lingua Meitei basata sull'antica tragedia greca di Euripide Le fenicie. È diretta da Oasis Sougaijam e prodotta dal Teatro Umbilical di Imphal, Kangleipak.
L'opera rappresenta le ambiguità morali del conflitto tra fratelli che porta alla rovina dell'antica città di Tebe.

## Trama
Prima di togliersi la vita, Giocasta aveva tentato di riportare la concordia tra i suoi due figli, Eteocle e Polinice, i quali sono in forte conflitto per l'ascesa al trono. Essi non ascoltano nessuna delle parole della madre e tutti gli sforzi fatti dalla donna per evitare una tragica perdita dei suoi amati figli risultano vani. Così entrambi i principi finiscono per uccidersi a vicenda. Il dolore della regina Giocasta non conosce limiti al punto che alla fine si suicida. Subito dopo, la stessa città di Tebe assiste alla sua distruzione.

## Storia teatrale
L'opera è stata rappresentata nel 2018 durante 13a edizione dei Mahindra Excellence Theatre Awards (META), vincendo tre premi. Oltre ai META, l'opera è stata presentata al 19° Bharat Rang Mahotsav organizzato dal Ministero della Cultura dell'India,  a seguito di un processo di selezione e di uno screening per l'evento, e nel marzo 2018 all'ottava edizione delle Olimpiadi teatrali tenutesi all'auditorium Bhanja Kala Mandap nella città di  Bhubaneswar, nello stato di Odisha.

### Annotazioni
1. ↑  È la lingua della versione originale di un adattamento letterario

### Fonti
1. 1 2 3 4 5 6  (EN) Hojang Taret - Mahindra Excellence in Theatre Awards, su Hojang Taret - Mahindra Excellence in Theatre Awards. URL consultato il 24 agosto 2023.
2. ↑  (EN) The Indian Express,  https://indianexpress.com/article/lifestyle/art-and-culture/2018-looking-back-theatre-stage-nsd-play-art-and-culture-5508202/. URL consultato il 24 agosto 2023.
3. 1 2 3  (EN) artculturefestival.in,  https://www.artculturefestival.in/expect-13-meta-plays/. URL consultato il 24 agosto 2023.
4. 1 2 3  (EN) Hojang Taret- A Greek Tragedy brought to Life - Mahindra Excellence in Theatre Awards,  https://metawards.com/blog/hojang-taret-a-greek-tragedy-brought-to-life. URL consultato il 24 agosto 2023.
5. 1 2  (EN) 20brm.nsd.gov.in,  https://20brm.nsd.gov.in/ahal-amadi-epak/. URL consultato il 24 agosto 2023.
6. ↑   National School of Drama, Government of India,  https://nsd.gov.in/delhi/wp-content/uploads/2016/10/revised-result.pdf.
7. ↑  (EN) insider.in,  https://insider.in/hojang-taret-mar8-2018/event. URL consultato il 24 agosto 2023.